# أسباب النزول (كتاب)
كتاب أسباب النزول لمؤلفه أبي الحسن علي بن أحمد بن محمد بن علي الواحدي، النيسابوري، الشافعي (المتوفى: 468هـ)، يعد من الكتب التي عُنيت بذكر أسباب نزول آيات القرآن الكريم، ومن أوائل الكتب التي صنفت في هذا الباب. 
وقد أورد فيه مؤلفه أسباب نزول آيات القرآن بإسناده إلى الصحابة ومن دونهم من التابعين وغيرهم من المفسرين، وأحيانًا يورد أقوالهم دون ذكر الأسانيد، وقد أورد فيه أقوال المفسرين في أسباب نزول (81) سورة من القرآن، ويتميز الكتاب بأنه من أشهر وأقدم المصنفات في أسباب نزول آيات القرآن الكريم، 
وأكثرها شيوعًا وانتشارًا بين المختصين في علم التفسير وعلوم القرآن الكريم، غير أنه يؤخذ على مؤلف الكتاب أنه أورد فيه بعض الروايات الضعيفة والواهية، وهو بذلك يحتاج إلى تمييز الروايات الصحيحة من الضعيفة؛ ليكون أكثر فائدة للقارئ. 

## كتاب أسباب النزول ومؤلفه
يعد كتاب أسباب النزول للواحدي من أوائل الكتب التي عنيت بذكر أسباب نزول آيات القرآن الكريم، ومن أقدمها تأليفًا.
مؤلفه: أبو الحسن علي بن أحمد بن محمد بن علي الواحدي، النيسابوري، الشافعي (المتوفى: 468هـ). 
وكان من أولاد التجار، وأصله من ساوة (بين الرَّيّ وهَمَذان) ومولده ووفاته بنيسابور. 
وكان الواحدي من كبار علماء عصره في علم التفسير، وقد لازم الإمام الثعلبي المفسر، وأخذ عنه، وله كتب أخرى في التفسير منها: التفسير البسيط، والتفسير الوسيط، والتفسير الوجيز.
وله من المصنفات الأخرى: التحبير في شرح أسماء الله الحسنى، وشرح ديوان المتنبي، وكتاب المغازي، والإغراب في الإعراب، ونفي التحريف عن القرآن الشريف، وغيرها. 

## طريق معرفة أسباب النزول
لا طريق لمعرفة أسباب النزول إلا النقل الصحيح، ولا مجال للعقل فيه إلا إن كان بالتمحيص الدقيق، والترجيح الواضح، قال مؤلف الكتاب: ولا يحل القول فِي أسباب نزول الكتاب إلا بالرواية والسماع ممن شاهدوا التنزيل ووقفوا على الأسباب، وبحثوا عن علمها وجدُّوا فِي الطِّلاب. 
فالمُعَوَّل عليه في أسباب النزول هم الصحابة، ومن أخذ عنهم من التابعين،
ومعرفة سبب النزول أمر يحصل للصحابة بقرائن تحتف بالقضايا، وكثيرًا ما يجزم بعضهم بالسبب، وربما لم يجزم بعضهم؛ فقال: أحسب هذه الآية نزلت في كذا، كما وقع في قصة الزبير في الحديث الذي رواه البخاري [صحيح البخاري، رقم 2359]، ومسلم [صحيح مسلم، رقم 2357] عندما خاصم رجلًا من الأنصار إلى النبي صلى الله عليه وسلم في سقي النخل؛ فنزل قوله تعالى:} فَلا وَرَبِّكَ لا يُؤْمِنُونَ حَتَّى يُحَكِّمُوكَ فِيما شَجَرَ بَيْنَهُمْ{ [سورة النساء، آية: 65]، وفي آخره قال الزبير: والله إني لأحسب هذه الآية نزلت في ذلك. 

## منهجه في الكتاب
ومنهج المؤلف في هذا الكتاب: أنه يذكر الأسباب التي من أجلها أُنزلت الآيات بسنده، إلا أن ذلك لا يسري على سائر الكتاب؛ حيث إن فيه الكثير من الأحاديث والآثار عن الصحابة والتابعين من غير إسناد، وفيه نُقول كثيرة عن المفسرين، وأكثر ما يكون منه العزو إلى صحيحي البخاري ومسلم، ومستدرك الحاكم، وهو في سياق الأسانيد يُراعي ما درج عليه المحدثون في تحمل الحديث؛ فتجده يلتزم بمنهجهم فيقول على سبيل المثال في كثير من مروياته: أخبرنا وأخبرني، وحدثنا وحدثني، وأخبرني فلان فيما كتب إلي، وأخبرني فلان إجازة، وأخبرني فلان في كتابه، وأخبرني فلان فيما أذن لي في روايته، وحدثني فلان إملاءً، إلى غير ذلك من صيغ تحمل الرواية.
وعدد السور التي ذكرها (٨١) سورة؛ حيث إنه ليست كل الآيات في القرآن لها سبب، بل إن آيات القرآن على قسمين: ما نزل ابتداء ‌من ‌غير ‌سبب، ومنه ما نزل ليفصل في وقائع وقعت. 

## مميزات الكتاب
يعد كتاب أسباب النزول للواحدي من أشهر الكتب التي أُلِّفت في هذا الباب كما نص على ذلك الزركشي ، وكذلك هو من أقدمها.
فالواحدي من أوائل مَن كتب في علم أسباب النزول، ثم نحا نحوه العلماء من بعده، كابن حجر العسقلاني والسيوطي، وهو من أكثر الكتب شيوعًا وانتشارًا بين المختصين في علم التفسير وعلوم القرآن الكريم.
يتصف الكتاب بالشمولية والتوسع؛ فهو يجمع كلَّ ما قيل في الآية من أسباب النزول، وربما أسهب في ذلك.
ويؤخذ على مؤلف الكتاب أنه لم يكن له باعٌ كبير في علم الحديث ومعرفة علله؛ فقد وقع في الكتاب العديد من الروايات الضعيفة والواهية. قال محمد بن جعفر الكتاني: ولم يكن له ولا لشيخه الثعلبي كبيرُ بضاعة في الحديث، بل في تفسيريهما -وخصوصًا الثعلبي- أحاديث موضوعة وقصص باطلة. 
وقد قام العديد من أهل العلم بتحقيق الكتاب والحكم على الأحاديث الواردة فيه من حيث الصحة أو الضعف؛ فتحققت الفائدة الكبيرة من هذا الكتاب. 

## طبعات الكتاب
1. طبعة دار الإصلاح- الدمام، بتحقيق عصام بن عبد المحسن الحميدان، سنة 1412هـ في مجلد.[13]
2. طبعة دار الكتب العلمية- بيروت، بتحقيق كمال بسيوني زغلول، سنة 1411هـ، في مجلد.
3. طبعة دار الميمان، بتحقيق ماهر الفحل، سنة 1426هـ، في مجلد.
4. طبعة مؤسسة الحلبي، بدون تحقيق، سنة 1388ه، في مجلد.